# Трезнико (Бреша)
Трезнико је насеље у Италији у округу Бреша, региону Ломбардија.
Према процени из 2011. у насељу је живело 130 становника. Насеље се налази на надморској висини од 330 м.